# Aceraius kuwerti
Aceraius kuwerti là một loài bọ cánh cứng trong họ Passalidae. Loài này được Zang miêu tả khoa học năm 1903.